# Erechtia bicolor
Erechtia bicolor är en insektsart som beskrevs av Walker. Erechtia bicolor ingår i släktet Erechtia och familjen hornstritar. Inga underarter finns listade i Catalogue of Life.